# Кетрін Коупленд
Кетрін Коупленд  (англ. Katherine Copeland, 1 грудня 1990) — британська веслувальниця, олімпійська чемпіонка.

## Виступи на Олімпіадах
| Олімпіада   | Дисципліна         | Місце |
| ----------- | ------------------ | ----- |
| Лондон 2012 | легка двійка парна | 1     |

1. ↑  Katherine Copeland